# Adolf Mišek
Adolf Mišek (Modletín, 29 de agosto de 1875 - Praga, 20 de octubre de 1955) fue un contrabajista y compositor checo de la época del romanticismo tardío. Mišek fue un hombre polifacético: solista, músico de cámara, director y también un gran pedagogo.

## Biografía
Nació en Modletín (entonces parte del Imperio austrohúngaro, región de Bohemia) donde su padre era director de banda, e inició su educación musical a temprana edad. En 1890, antes de cumplir los 15 años se mudó a Viena tras haber sido aceptado como estudiante de contrabajo en la Universidad de Música y Arte Dramático de Viena con Franz Simandl, donde se graduó en 1894. Simandl era uno de los contrabajistas más eminentes e influentes de su época y, gracias a sus enseñanzas, Mišek, contando 23 años, se unió a la orquesta de la Ópera Estatal de Viena, para posteriormente pasar a formar parte de la Filarmónica de Viena. Durante estos años mantuvo siempre el contacto con sus orígenes checos, ya que era director del coro checo ,,Tova ovský“, del Coro Eslavo y de la Orquesta Académica Checa en Viena.
Entre 1910 y 1914, Mišek alternó estos trabajos con el cargo de profesor de contrabajo en el Nuevo Conservatorio de Viena, donde Simandl dejó su puesto en 1912. No obstante, tras la creación de la primera República Checa en 1918, al acabar la Primera Guerra Mundial, abandonó su plaza en la orquesta y volvió a Praga, donde vivió el resto de su vida. Fue nombrado solista de la Orquesta del Teatro Nacional de Praga, cargo que ostentó entre 1920 y 1934. Los últimos veinte años de su vida los pasó como profesor, contrabajista y compositor freelance. Mišek falleció el 20 de octubre de 1955 en Praga.

## Estilo y análisis
Su música recibe muchas influencias del estilo bohemio, y de compositores como Dvorak y Smetana, pero también incluye referencias a contemporáneos y predecesores como Brahms, Schubert, Richard Strauss o Wagner.
Algunas de sus piezas siguen gozando de gran popularidad, incluyendo sus tres sonatas para contrabajo y piano (en La mayor, mi menor y Fa mayor, respectivamente) y el virtuoso Concerto-Polonesa. Todas las obras de Mišek son altamente distinguidas y prueban que era un intérprete consumado y un compositor de gran talento. 
La Sonata nº 1 fue compuesta en 1905 y publicada por primera vez en 1909. Encontramos elementos que recuerdan a Zemlinsky y Strauss, y sigue la forma clásica en tres movimientos, con reminiscencias siempre presentes de Dvorak y el lenguaje popular checo. Empieza con un enérgico y schubertiano tema de marcha que conserva restos del encanto vienés. La parte del piano converge delicadamente y los temas líricos –que se adaptan perfectamente a las dimensiones del contrabajo –son ingeniosamente comentados por el contrapunto. El segundo movimiento remite a pensamientos más religiosos, reflexivos y cálidos, mientras que el finale introduce una polka juguetona en la que Mišek modula hábilmente hacia un amago de fugato, pero aquí destacan principalmente las secciones lentas contrastantes.
La Sonata nº 2, por otra parte, fue publicada en 1911, por lo que es probable que también fuera escrita durante los primeros años del siglo XX. Se trata de una pieza completamente diferente en cuanto a estilo, composición y dimensión. Consta de 4 movimientos (1. Con fuoco / 2. Andante cantabile / 3. Furiant: Allegro energico / 4. Finale: Allegro appassionato) que pueden interpretarse por separado, y duran unos 25 minutos en total. La influencia de Brahms y los compositores del romanticismo tardío es evidente en el primer movimiento, que empieza con un tema muy intenso que luego conduce a una música más bailable, con reminiscencias de las salas de baile vienesas que tan bien conocía Mišek. El segundo movimiento es muy romántico y apasionado, y el contraste está conseguido con gusto. El tercer movimiento es una enérgica danza popular bohemia, como las que suelen aparecer en la música de Dvorak, en compás de 3/4 pero con acentos y emiolias que lo sitúan auditivamente en un 2/4. El finale es dramático y apasionado, vuelve a sentirse la influencia de Brahms pero con un ímpetu rítmico y poderoso que cierra la sonata de un modo brillante y exitoso.
Es evidente siempre, que el estilo de Mišek bebe de las influencias de compositores algo anteriores, y su intención es principalmente acercar a la música de cámara para contrabajo estas formas e influencias que ya existían en otros ámbitos musicales durante el siglo XIX, más que interesarse por la innovaciones que estaban realizando sus contemporáneos de principios del siglo XX.

## Obra
Las composiciones de Mišek comprenden obras en diferentes géneros para voz, violín, grupos de cámara y contrabajo.

### Obras para contrabajo
- Capricho (1899)
- Leyenda op. 3 para contrabajo y piano (1903)
- Concierto-Polonesa (1903)
- Sonata nº 1 en La Mayor op. 5 (1909)
- Sonata nº 2 en mi menor op. 6 (1911)
- Sonata nº 3 en Fa Mayor op. 7 (rev. 1955)
- Concierto en Do Mayor

### Música de cámara
- Kinderherzen op. 21 para violín (1903)
- Drei Tonstücke op. 22 para violín (1904)
- Sonatinka para violín en estilo fácil
- Violin Sonata en mi bemol mayor
- Sonatina para violonchelo
- Idilio para violonchelo
- Piano op Trio. 20 (1904)
- Cuarteto de cuerda en La bemol mayor
- Cuarteto de cuerda en Re mayor

- Quinteto de cuerda en mi bemol mayor

### Lieder
- Canciones Čtverlístek op. 11

- Ave María

- Cuatro Canciones (1930)

### Obras pedagógicas
- Estudio de escalas